# G&L Guitars
G&L Guitars es una firma estadounidense dedicada a la fabricación  de guitarras y bajos eléctricos, fundada por Leo Fender en 1980.

## Historia

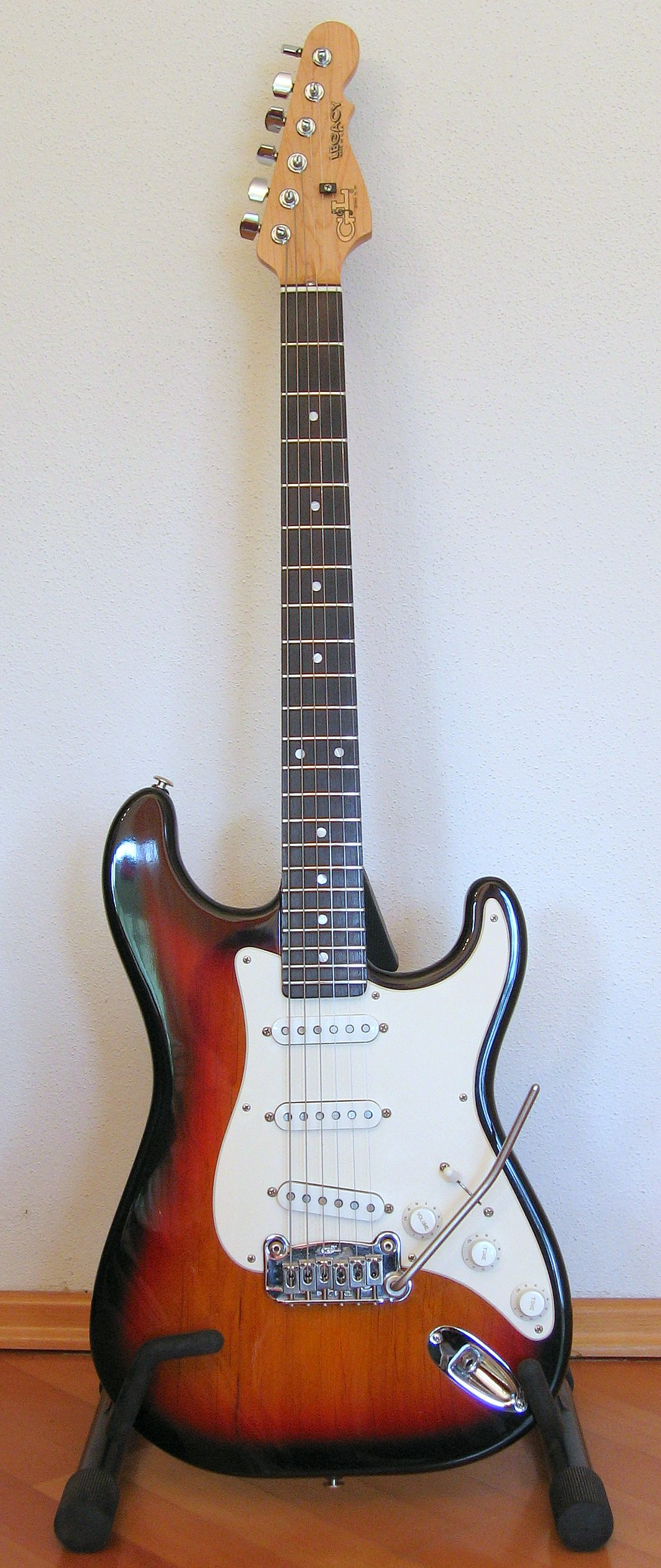
Guitarra G&L Legacy - USA 1993.

G&L, tras Fender Musical Instruments y Music Man, fue la última compañía del lutier e inventor Leo Fender, quien trabajó para ella desde su creación hasta su muerte en 1991. El nombre de la compañía, que muchos aficionados han entendido que significaba Guitars by Leo es una contracción, en realidad de George & Leo, en referencia a George Fullerton, un viejo amigo de la primera época (etapa pre-CBS) de Fender, socio también de la nueva compañía. A ambos hombres se unió Dale Hyatt, otro antiguo mánager de los primeros tiempos de Fender, quien en 1984 acabaría comprando junto a Leo los derechos de Fullerton sobre la compañía.
Leo Fender quiso desde el principio evitar copiar sus antiguos diseños, lo que no dejaba de ser algo irónico, pues el mercado se hallaba inundado de copias de sus instrumentos originales. Sin embargo, el lutier pretendió escapar de los requerimientos del mercado para centrarse, simplemente, en "construir mejores guitarras y bajos". Para ello, usó desde el principio materiales tradicionales (maderas de aliso y fresno para los cuerpos, mástiles de arce atornillados al cuerpo, diapasones de arce o palo rosa a partir de los cuales trataba incansablemente -incluso ya gravemente enfermo- de mejorar sus diseños.
Una de las más importantes invenciones de Leo durante la era G&L fue un nuevo estilo de pastilla que patentó con el nombre de Magnetic Field Design, unas pastillas que a diferencias de las tradiciones que montaban sus antiguos instrumentos, disponían de elementos de cerámica bajo cada bobina, las cuales, a su vez, eran ajustables en altura. Las nuevas pastillas daban como resultado un incremento en el volumen del instrumento al tiempo que reducía la cantidad de cobre necesaria para la fabricación de la pastilla, lo que incluso a veces fue considerado como un problema para muchos músicos que encontraban los nuevos instrumentos demasiado agresivos. Otra de las innovaciones de Leo tuvo que ver con el diseño del alma de los instrumentos, introduciendo un novedoso diseño que denominó "Bi-Cut" con el que consiguió fortalecer los mástiles de sus instrumentos.
Tras la muerte de Leo Fender, en 1991, la compañía fue adquirida por BBE Sound, una compañía dirigida por John McLaren, quien había estado al frente de Fender Musical Instruments durante la etapa CBS de la compañía. McLaren nombró a la viuda de Leo Fender presidenta honoraria de la compañía, pero también redujo el catálogo de instrumentos al tiempo que introdujo otros nuevos, que como el Legacy Bass -más tarde rebautizado como LB-100, el L-1500 o el JB-2, estaban  más cercanos a los diseños originales del fundador de la compañía.

## Modelos principales

### Guitarras
| Modelo   | Período de producción                      |
| -------- | ------------------------------------------ |
| F-100    | 1980 – actualidad                          |
| S-500    | 1982 – actualidad                          |
| Skyhawk  | 1984 – 1991                                |
| ASAT     | 1985 – actualidad                          |
| Comanche | 1988 – actualidad                          |
| Legacy   | 1992 – actualidad                          |
| Invader  | 1998 – actualidad                          |
| SC-2     | 1982 – 1983 & agosto de 2008 – actualidad  |
| Rampage  | 1984 – 1991 & febrero de 2010 – actualidad |

### Bajos

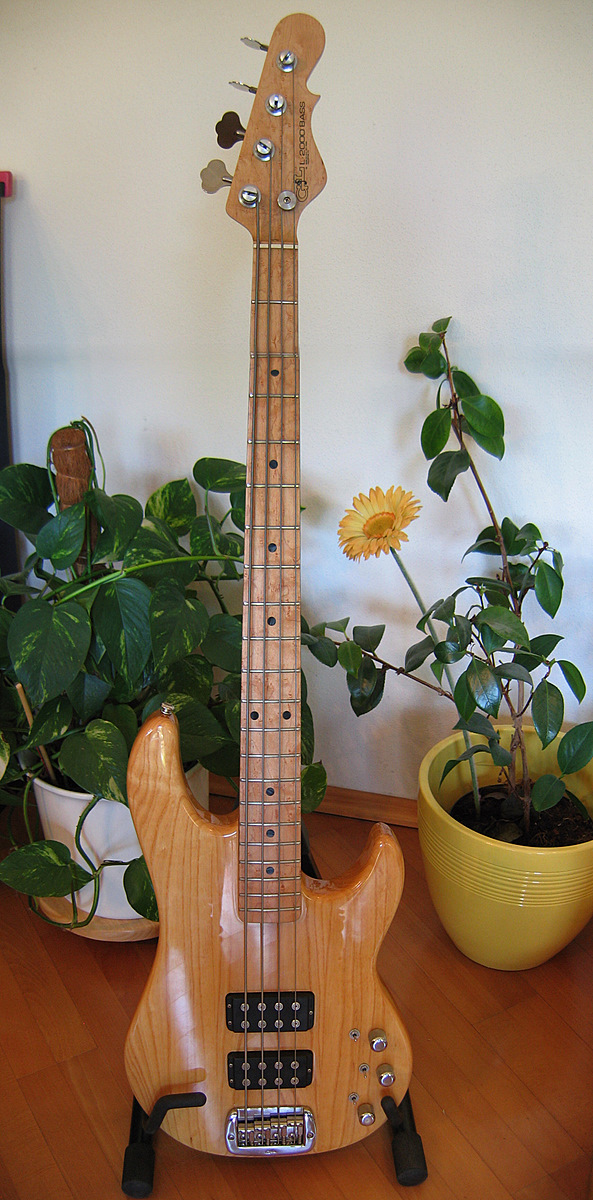
Bajo G&L L-2000 - USA 1994.

| Modelo    | Período de producción |
| --------- | --------------------- |
| L-1000    | 1980 – 1992           |
| L-2000    | 1980 – actualidad     |
| SB-1      | 1982 – actualidad     |
| SB-2      | 1982 – actualidad     |
| ASAT Bass | 1989 – actualidad     |
| L-2500    | 1997 – actualidad     |
| LB-1500   | 1997 – actualidad     |
| JB-2      | 2001 – actualidad     |